# Herb powiatu nowodworskiego (mazowieckiego)
Herb powiatu nowodworskiego – jeden z symboli powiatu nowodworskiego, ustanowiony 29 kwietnia 2004.

## Wygląd i symbolika
Herb przedstawia na tarczy w polu czerwonym mur srebrny z bramą i trzema basztami, pod którymi rzeka srebrna w pas. W prześwicie bramy chusta srebrna związana w krąg. Na środkowej, najwyższej baszcie orzeł srebrny ze złotą przepaską na skrzydłach oraz złotymi pazurami, dziobem i pierścieniem na ogonie. Orzeł nawiązuje do przynależności do województwa mazowieckiego, brama do herbu Nowego Dworu Mazowieckiego, chusta to godło z herbu Nałęcz rodu Nowodworskich, natomiast rzeka symbolizuje położenie powiatu w widłach Wisły i Narwi.